# Калверт, Филлис
Фи́ллис Ка́лверт (англ. Phyllis Calvert; 18 февраля 1915[…], Лондон — 8 октября 2002[…], Саттон, Большой Лондон) — английская актриса театра, кино и телевидения.

## Биография
Филлис Ханна Бикл родилась 18 февраля 1915 года в Челси (ныне — район Лондона). Училась в школе танцев Маргарет Моррис и во Французском институте, но полученная травма заставила её забыть о карьере танцовщицы. С 10-летнего возраста начала выступать на сцене, а в 12 лет впервые появилась на киноэкране, исполнив роль безымянной девочки в фильме «Аркадианцы». Однако ребёнком-актёром Филлис так и не стала: следующий раз она появилась на экране лишь шесть лет спустя, а её полноценная кино-карьера началась в 1939 году. Всего за 73 года карьеры (со значительными перерывами) Калверт появилась в 75 фильмах и сериалах.
После окончания Второй мировой войны Филлис с мужем переехали в Голливуд, однако, в отличие от многих британских актрис того времени, её кинематографическая карьера в США не задалась, и через некоторое время они вернулись на родину.

### Личная жизнь и смерть
В 1941 году Филлис вышла замуж за актёра, позднее — издателя и книжного антиквара Питера Мюррей-Хилла (1908—1957), с которым прожила в браке до самой его смерти. У пары осталось двое детей: Ауриоль (род. 1943) и Пирс (род. 1954). Во второй брак актриса не вступала.
Филлис Калверт скончалась 8 октября 2002 года в Лондоне от почечной недостаточности и хронического лимфолейкоза.

## Номинации
- 1945 — актриса самых кассовых фильмов Великобритании по версии Motion Picture Herald[англ.] — 5-е место[9].
- 1946 — актриса самых кассовых фильмов Великобритании по версии Motion Picture Herald — 6-е место[10].
- 1948 — Премия «Бэмби» в категории «Лучшая актриса» за роли в фильмах «Волшебный смычок[англ.]» и «С незапамятных времён» — 2-е место.
- 1953 — BAFTA в категории «Лучшая британская актриса» за роль в фильме «Мэнди»[англ.].

## Избранная фильмография
Калверт была одной из главных звёзд так называемых «мелодрам Gainsborough» — серии мелодрам, выпущенных студией Gainsborough Pictures в 1940-х годах.

### Широкий экран
- 1940 — Предоставьте это Джорджу! / Let George Do It! / в советском прокате — Джордж из Динки-джаза — Мэри Уилсон
- 1940 — (Великодушная) тётка Чарлея[англ.] / Charley’s (Big-Hearted) Aunt — Бетти Форсайт
- 1941 — Киппс[англ.] / Kipps — Энн Порник (взрослая)
- 1942 — Без цензуры / Uncensored — Джули Ланвин
- 1942 — Молодой мистер Питт[англ.] / The Young Mr Pitt — Элианор Эден
- 1943 — Человек в сером[англ.] / The Man in Grey — Кларисса Марр
- 1944 — Фанни при газовом свете[англ.] / Fanny by Gaslight — Фанни Хупер
- 1944 — Две тысячи женщин[англ.] / Two Thousand Women — Фрида Томпсон
- 1945 — Мадонна семи лун[англ.] / Madonna of the Seven Moons — Маддалина
- 1945 — Они были сёстрами[англ.] / They Were Sisters — Люси Мур
- 1946 — Волшебный смычок[англ.] / The Magic Bow — Джинне де Вермон
- 1946 — Люди двух миров[англ.] / Men of Two Worlds — доктор Кэролайн Мунро
- 1947 — Корень всех зол[англ.] / The Root of All Evil — Джеки Фэрниш
- 1947 — С незапамятных времён / Time Out of Mind — Кейт Ферналд
- 1949 — Прерванное путешествие / Broken Journey — Мэри Джонстоун
- 1949 — Моя личная настоящая любовь[англ.] / My Own True Love — Джоан Клюз
- 1949 — Золотая Мадонна[англ.] / Golden Madonna — Патрисия Чендлер[11]
- 1950 — Женщина без имени[англ.] / The Woman with No Name — Ивонн Уинтер
- 1951 — Свидание с опасностью / Appointment with Danger — сестра Августина
- 1951 — Мистер Деннинг едет на север[англ.] / Mr. Denning Drives North — Кей Деннинг
- 1952 — Мэнди[англ.] / Mandy — Кристин
- 1953 — Сеть[англ.] / The Net — Лидия Хитли
- 1956 — Никогда не поздно[англ.] / It’s Never Too Late — Лора Хэммонд
- 1956 — Ребёнок в доме[англ.] / Child in the House — Эвелин Эчесон
- 1958 — Милый сэр[англ.] / Indiscreet — миссис Маргарет Мансон
- 1960 — Оскар Уайльд[англ.] / Oscar Wilde — Констанс Уайльд
- 1965 — Битва за Вилья-Фьориту[англ.] / The Battle of the Villa Fiorita — Марго
- 1968 — Расшатанные нервы[англ.] / Twisted Nerve — Энид Дарнли
- 1969 — О, что за чудесная война / Oh! What a Lovely War — леди Дороти Хейг
- 1970 — Девушка с тростью[англ.] / The Walking Stick — Эрика Дейнтон
- 1997 — Миссис Дэллоуэй[англ.] / Mrs Dalloway — тётушка Хелена

### Телевидение
- 1963, 1972, 1975, 1978 — Это твоя жизнь[англ.] / This Is Your Life — в роли самой себя (в 4 выпусках)
- 1988 — Женщина, которую он любил[англ.] / The Woman He Loved — Мария Текская
- 2000 — Убийства в Мидсомере / Midsomer Murders — Элис Блай (в 1 эпизоде)